# Cerylon deplanatum
Cerylon deplanatum là một loài bọ cánh cứng trong họ Cerylonidae. Loài này được Gyllenhal miêu tả khoa học năm 1827.